# Sant'Arcangelo
Sant'Arcangelo é uma comuna italiana da região da Basilicata, província de Potenza, com cerca de 6.638 habitantes. Estende-se por uma área de 89 km², tendo uma densidade populacional de 75 hab/km². Faz fronteira com Aliano (MT), Colobraro (MT), Roccanova, Senise, Stigliano (MT), Tursi (MT).